# Alessandro Covi
Alessandro Covi (* 28. September 1998 in Borgomanero) ist ein italienischer Radrennfahrer.

## Sportlicher Werdegang
Alessandro Covi stammt aus einer Radsportfamilie; seine Eltern sowie sein Onkel Robert waren auch als Radrennfahrer aktiv. In seiner Kindheit probierte er sich in verschiedenen Sportarten, mit sechs Jahren fuhr er sein erstes Radrennen.
2016 errang Covi als Junior drei internationale Erfolge: Er entschied den Grand Prix Bati-Metallo, das Rennen Montichiari-Roncone sowie eine Etappe der Tour du Pays de Vaud für sich. Nachdem er im Jahr 2017 nur wenige Rennen bestritten hatte, belegte er in der Saison 2018 den achten Gesamtrang beim Giro Ciclistico d’Italia und gewann eine Etappe der Tour de l’Avenir. Ab dem 1. August bestritt er als Stagiaire vier Rennen für das UCI WorldTeam UAE Team Emirates. Im Jahr 2019 ging er für das italienische UCI Continental Team Colpack an den Start und wurde Vierter des Giro Ciclistico d’Italia.
Für die Saison 2020 wechselte er zum UAE Team Emirates, wo er in seiner ersten Saison Zweiter des Giro dell’Appennino wurde. Im nachfolgenden Jahr gab er sein Grand-Tour-Debüt beim Giro d’Italia 2021, wobei er sich als Ausreißer auf der 11. Etappe im Sprint nur dem Schweizer Mauro Schmid geschlagen geben musste. Auf der 14. Etappe, die mit einer Bergankunft am Monte Zoncolan zu Ende ging, wurde er Etappendritter und belegte schlussendlich den 28. Gesamtrang bei der Italien-Rundfahrt. Nach Platz fünf bei der Clásica San Sebastián, einem spanischen Eintagesrennen der UCI WorldTour, gewann er als Gesamtdritter die Nachwuchswertung des Giro di Sicilia und zeigte im Anschluss mit Podiumsplatzierungen bei den italienischen Herbstklassikern Coppa Bernocchi und Coppa Agostoni auf.
Im Jahr 2022 gewann Covi mit der Murcia-Rundfahrt sein erstes internationales Elite-Rennen, ehe er wenige Tage später eine Etappe und die Punktewertung der Andalusien-Rundfahrt für sich entschied. Nach Platz drei bei der Trofeo Laigueglia nahm er den Giro d’Italia 2022 in Angriff, bei dem er auf der 20. Etappe in die Fluchtgruppe ging, den Passo Pordoi (Cima Coppi) als Erster überquerte und als Etappensieger auf dem Passo Fedaia ankam. Nach seinem bislang größten Erfolg konnte er im Jahr 2023 nicht an seine Leistungen aus dem Vorjahr anschließen und gab den Giro d’Italia 2023 nach einem Sturz auf der 11. Etappe auf.
Nach zwei Saisonen ohne nennenswerte Ergebnisse, gewann er im Jahr 2025 einen Abschnitt des Giro d’Abruzzo.

## Erfolge
2016
- Grand Prix Bati-Metallo
- eine Etappe Tour du Pays de Vaud
- Montichiari-Roncone

2018
- eine Etappe Tour de l’Avenir

2022
- Murcia-Rundfahrt
- eine Etappe und Punktewertung Andalusien-Rundfahrt
- eine Etappe Giro d’Italia

2025
- eine Etappe Giro d’Abruzzo
- eine Etappe Asturien-Rundfahrt

## Grand Tour-Platzierungen
| Grand Tour            | 2021 | 2022 | 2023 | 2024 |
| --------------------- | ---- | ---- | ---- | ---- |
| Giro d’ItaliaGiro     | 38   | 45   | DNF  | DNF  |
| Tour de FranceTour    | –    | –    | –    | –    |
| Vuelta a EspañaVuelta | –    | –    | –    | –    |